# Trallpunk
Trallpunk ist ein schwedischer Punk-Stil, der sich durch eingängige Melodien und schnellen Rhythmus definiert und Ende der 1980er bzw. Anfang der 1990er Jahre entstand. Oft beinhaltet dieses Punk-Subgenre auch politisch orientierte Texte. Beeinflusst wurde der Trallpunk durch melodischen Hardcore. Das erste Teilwort „Trall“ entstammt der schwedischen Sprache und bedeutet so viel wie Melodie oder Rhythmus. Die frühen Trallpunk-Bands wurden inspiriert von bekannteren Bands wie Strebers oder Charta 77 und weniger bekannten Bands wie Puke, Happy Farm oder Kravallsubban Lever.

## Trallpunk-Bands
- Lastkaj 14
- Mimikry
- Asta Kask

## Plattenlabel
- Beat Butchers
- Birdnest Records
- Kamel Records